# Novaspace
Novaspace är en tysk eurotrancegrupp som mellan 2002 och 2004 gjorde covers på ett flertal 80-talshits, som till exempel  "Time After Time", Guardian Angel och "Beds Are Burning". De nådde Topp 20 i Tyskland, Österrike och Australien.
Novaspace bildades 2002 av producenten Felix Gauder och i början var Jessica Boehrs sångerska, men hon ersattes under 2008 av Jenny Marsala.

## Diskografi

### Singlar
- "Time After Time" (2002)
- "To France" (2002)
- "Guardian Angel" (2002)
- "Paradise" (2003)
- "Run To You" (2003)
- "Beds Are Burning" (2004)
- "So Lonely" (The Police-cover) (2004)
- "Dancing With Tears In My Eyes" (2004)
- "All Through The Night" (2006)
- "Dancing Into Danger" (2009)

### Remixer (urval)
- "Time After Time" (2002, 2003, 2009)

"Radio Edit"
"UK Radio Edit"
"Time Mix - Extended Version"
"Club Version"
"Novaspace Mix - Less Vocal Version"
"Instrumental"
"Pascal Mix"
"I-Nation Remix"
"Nick Skitz Remix"
"Sol Productions Remix"
- "To France" (2002)

"Radio Edit"
"Extended Mix"
"Space Mix - Less Vocal Version"
"Nova Mix - Club Version"
- "Guardian Angel" 2002, 2003)

"Radio Edit"
"Club Radio Edit"
"Extended Version"
"Nova Mix - Club Version"
"Space Mix - Less Vocal Mix"
- "Paradise" (2003)

"Radio Edit"
"Video Edit"
"Extended Mix"
"Starfighter Teckattack Remix"
"Club Mix"
- "Run To You" (2003, 2004)

"Radio Edit"
"Video Edit"
"Extended Mix"
"Burn Out Mix"
- "Beds Are Burning" (2003)

"Radio Edit"
"Extended Mix"
"Marshall Mix"
- "So Lonely" (2004)

"Radio Edit"
"Extended Mix"
"Back To Basics Mix"
- "Dancing With Tears In My Eyes" (2003, 2004)

"Radio Edit"
"Extended Mix"
"Nova Mix - Club Version"
- "All Through The Night (2006)" (2006)

"Radio Edit"
"Extended Mix"
- "Wicked Game"

"Broken Mix"
- "Summer Of Love" (2006)

"2006 Re-Touch"
- "Send Me An Angel"

"7th Heaven Mix"
- "Dancing Into Danger"

"Radio Edit"
"Extended Version"
"Maddox Remix"
"IC3M4N Remix"